# Єсеніна Тетяна Сергіївна
Єсеніна Тетяна Сергіївна — дочка російського поета Сергія Єсеніна та Зінаїди Райх, журналістка та письменниця.
Після розлучення батьків і смерті батька виховувалась разом із братом Костянтином у сім'ї В. Е. Мейєрхольда та З. Н. Райх.

## Біографія
Народилася 1 червня 1916 року в Орлі.
У травні 1917 року Зінаїда Миколаївна з одинадцятимісячною Танею приїхала до Москви. Зупинилися на квартирі поета Вадима Шершеневича у Хрестовоздвиженському провулку та прожили майже три тижні. Потім у червні Райх повернулася до Орелу, де працювала в Орловському губернському відділі народної освіти завідувачкою підвідділу мистецтв.
У жовтні 1919 року Райх спішно покидає Орел, який займають війська генерала Денікіна, і переїжджає до Москви. Тетяна залишилася в Орлі у бабусі з дідусем.
Після загибелі Райх та Мейєрхольда перед Великою Вітчизняною війною Тетяна Сергіївна залишилася з молодшим братом Костянтином (1920—1986) та маленьким сином Володимиром на руках. Будучи виселеною з квартири батьків у Брюсовому провулку, Єсеніна врятувала архів Мейєрхольда, сховавши його на дачі в Балашихі, а на початку війни передала його на зберігання С. М. Ейзенштейну.
У роки Німецько-радянської війни Тетяна Єсеніна евакуювалася з чоловіком та сином до Узбекистану, де за клопотанням Олексія Толстого отримала з родиною маленьку кімнату в будинку-бараку. Півстоліття прожила в Ташкенті, працюючи кореспондентом газети «Правда Сходу», науковим редактором у видавництвах Узбекистану.
Була ініціатором процесу реабілітації Всеволода Мейєрхольда. Листи Тетяни Єсеніної досліднику творчості Мейєрхольда К. Л. Рудницькому є важливим джерелом вивчення творчості репресованого режисера.

## Смерть
Померла 29 лютого 1992 року у Ташкенті.
Громадянська панахида відбулася у Музеї Сергія Єсеніна 7 травня. Після відспівування у церкві її поховали на старому міському Боткінському цвинтарі.
Декілька років над її могилою стояв скромний хрест. З ідеєю встановити на могилі надгробний пам'ятник виступила ініціативна група, яку очолив журналіст Г. Дімов. 1999 року пам'ятник урочисто відкрили.

## Творчість
Написала книги-повісті «Женя — диво XX століття», «Лампа місячного світла», мемуари про С. Єсеніна, З. Райх і В. Мейєрхольда.